# ブランド・ポートフォリオ戦略
ブランド・ポートフォリオ戦略（ブランド・ポートフォリオせんりゃく、英: brand portfolio strategy）とは、所有する複数のブランドを体系化し、それぞれのブランドの価値およびブランドを所有する企業や団体等の価値がより高まるよう、俯瞰的視点から計画的に各ブランドを管理していく戦略のことである。

## 概要
今日では多くの企業や団体等が複数のブランドを所有しており、多様な販売チャネルでブランドごとに様々な商品を市場に供給しているが、各ブランドの扱う商品の種類や特性またターゲット等が重複するような状況が発生するなど、顧客に限らずブランドを所有する企業・団体内においても混乱や非効率を招くような問題が発生する。ブランド・ポートフォリオ戦略とはこのような状況を改善し、個別ブランドの競争力とブランド全体による集合価値、またブランドを所有する企業や団体等の価値を高めていこうとする戦略である。
所有ブランドを価格帯やターゲットの特性などにより体系化することで、各ブランドに割り当てる役割や市場の範囲、ブランド間の相互関係などを明確に再規定することが可能になる。これにより顧客の混乱や、所有ブランド同士が市場で衝突することによる様々なロスや弊害を無くしたり、また競争の激しい状況で強いブランドを創造・維持するために企業の資源をどこに投入するかなどの重要な意思決定をする際の指標ともなる。このようにブランド・ポートフォリオ戦略は所有する複数のブランドを（あるいは提携するパートナー企業のブランドも含め） 1つのチームとして捉え、合理的で相乗効果の高いブランドの集合体を構築しその価値を高めていくことが目的である。学術団体については、1951年4月21日、日本商業学会が慶應義塾大学教授向井鹿松を初代会長として設立された。